# Балога Павло Іванович
Бало́га Павло́ Іва́нович (нар. 27 травня 1977, с. Завидово Мукачівського району Закарпатської області) — народний депутат України.

## Освіта
У 1999 році закінчив юридичний факультет Ужгородського державного університету за спеціальністю правознавство.

## Трудова діяльність
Вересень 1998 — липень 1999 — помічник прокурора-стажиста м. Мукачево прокуратури Закарпатської області.
З липня 1999 по лютий 2000 — помічник прокурора м. Мукачево прокуратури Закарпатської області.
Лютий 2000 по червень 2001 — прокурор відділу прокуратури Закарпатської області.
З червня по жовтень 2001 — начальник юридичного відділу ТзОВ юридична фірма «Біловар і Ко ЛТД».
З жовтня 2001 по вересень 2003 — директор TOB "Торговий Дім «Октан».
З вересня 2003 по травень 2006 — заступник директора TOB «Барва», м. Мукачево Закарпатської області.
З травня 2006 по грудень 2012 — голова правління ТОВ «Барва», м. Мукачево Закарпатської області.
Був депутатом Закарпатської обласної ради.

## Політична діяльність
На парламентських виборах 2012 року був обраний депутатом Верховної Ради України по одномандатному мажоритарному виборчому округу № 71. За результатами голосування здобув перемогу набравши 35,13 % голосів виборців.. У парламенті став членом Комітету з питань правової політики.
8 лютого 2013 р. за позовом Юрія Кармазіна, Євгенія Угля і Анатолія Дацка до ЦВК ВАСУ визнав недостовірними результати виборів народних депутатів в одномандатних округах № 11 (Вінниця) та № 71 (Закарпатська обл.), де обрані відповідно Олександр Домбровський та Павло Балога. ВАСУ скасував постанови ЦВК в частині реєстрації вказаних народних депутатів і визнав відсутність у них статусу і повноважень народних депутатів України.
22 лютого 2014 року Верховна Рада України відновила його у статусі народного обранця.

## Сім'я
Батьки — Балога Іван Павлович і Балога Марія Василівна.
Брати — Балога Віктор Іванович і Балога Іван Іванович.
Син — Балога Віктор Павлович (йому пред'явили підозру за ч. 2 ст. 121 (Умисне тяжке тілесне ушкодження, що спричинило смерть потерпілого) та ч. 3 ст. 135 (Залишення в небезпеці) Кримінального кодексу України.)